# Флаг Павловского района (Краснодарский край)
Флаг муниципального образования Па́вловский район Краснодарского края Российской Федерации — опознавательно-правовой знак, служащий официальным символом муниципального образования.
Ныне действующий флаг утверждён 6 декабря 2006 года и 20 февраля 2007 года внесён в Государственный геральдический регистр Российской Федерации с присвоением регистрационного номера 2915.

## Описание
«Прямоугольное полотнище жёлтого цвета с отношением ширины к длине 2:3, несущее в центре изображение фигур герба муниципального образования Павловский район».
Геральдическое описание герба гласит: «В золотом поле на пурпурном (малиновом) перевёрнутом стропиле изображение святого апостола Павла без нимба, с червлёной (красной) книгой, прижатой к левой стороне груди. Одежда апостола — лазоревый хитон, пурпурный (лиловый) плащ и сандалии на ногах».

## Обоснование символики
Флаг составлен на основании герба Павловского района по правилам и соответствующим традициям вексиллологии и отражает исторические, культурные, социально-экономические, национальные и иные местные традиции.
Жёлтый цвет полотнища является символом богатства полей района, постоянства, достатка и процветания, а также говорит и об уникальной природе района.
Малиновый цвет символизирует достоинство, славу, величие, также это цвет первых поселенцев запорожского, затем черноморского и теперь кубанского казачества.
Две полосы малинового цвета, сходящиеся в центре нижнего края полотнища, символизируют основные автомагистрали края, соединяющиеся в районе.
Изображение Святого Апостола Павла говорит о происхождении названия района, а книга в его руках, главный атрибут — символ просвещения, стремления к познанию.

## См. также

Флаги муниципальных образований Павловского района
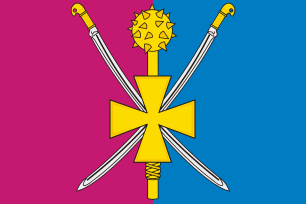
Флаг Атаманского сельского поселения
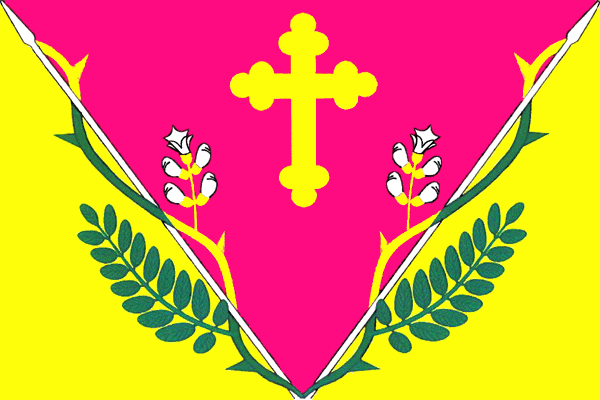
Флаг Весёловского сельского поселения
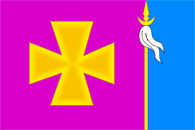
Флаг Незамаевского сельского поселения
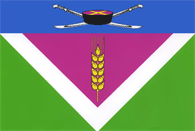
Флаг Новолеушковского сельского поселения
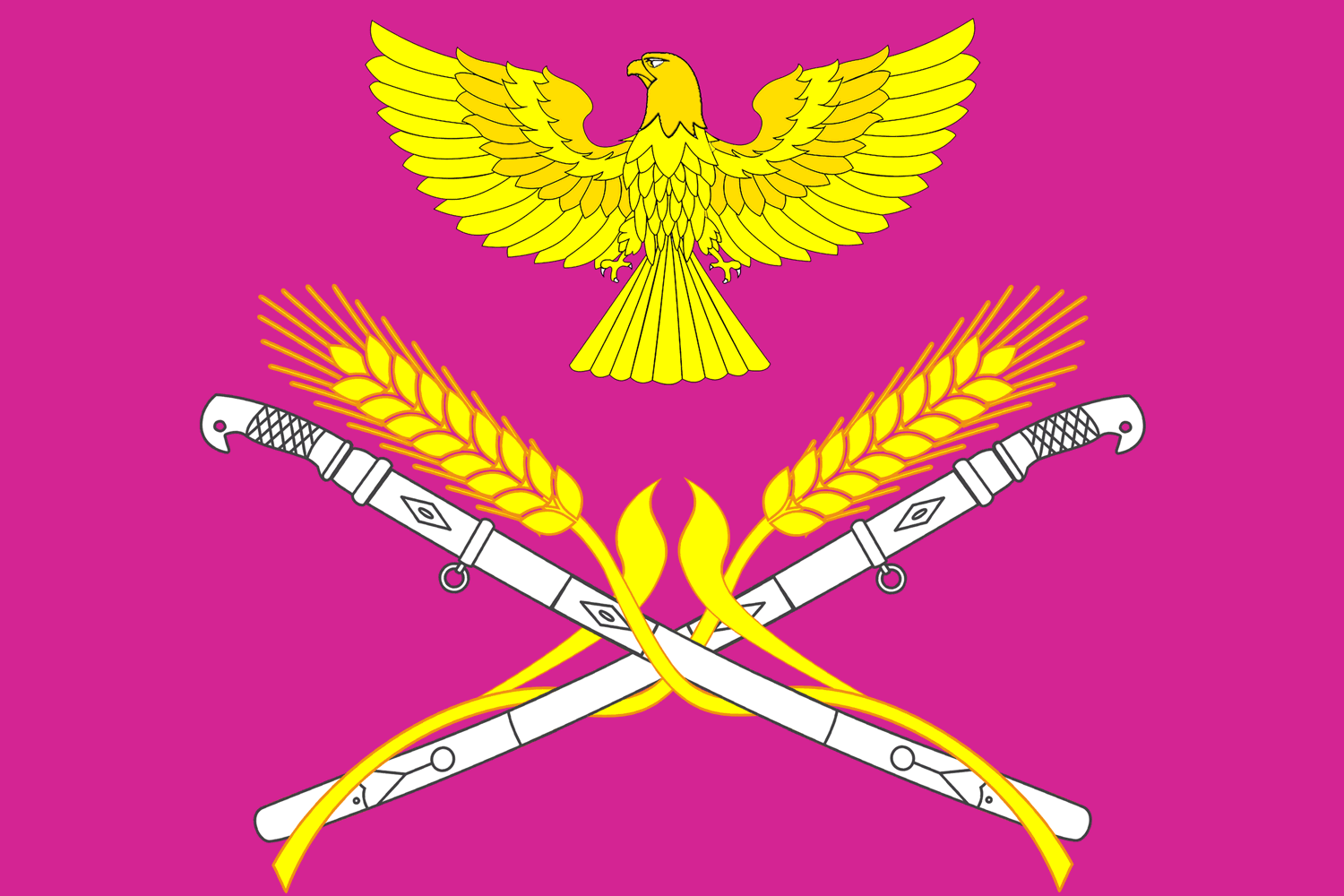
Флаг Новопетровского сельского поселения
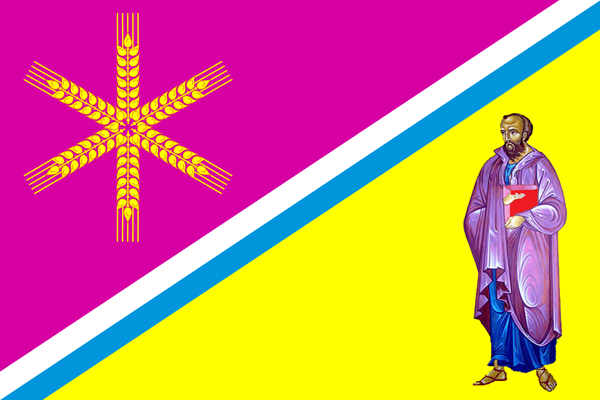
Флаг Павловского сельского поселения
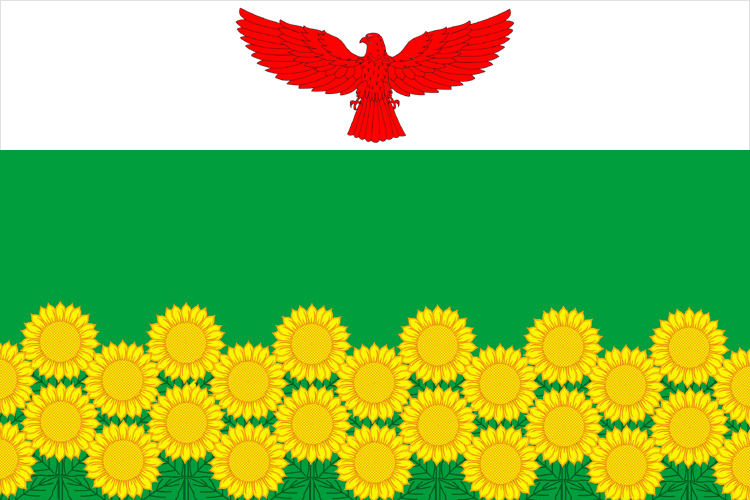
Флаг Северного сельского поселения
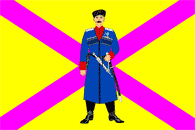
Флаг Среднечелбасского сельского поселения
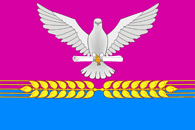
Флаг Старолеушковского сельского поселения
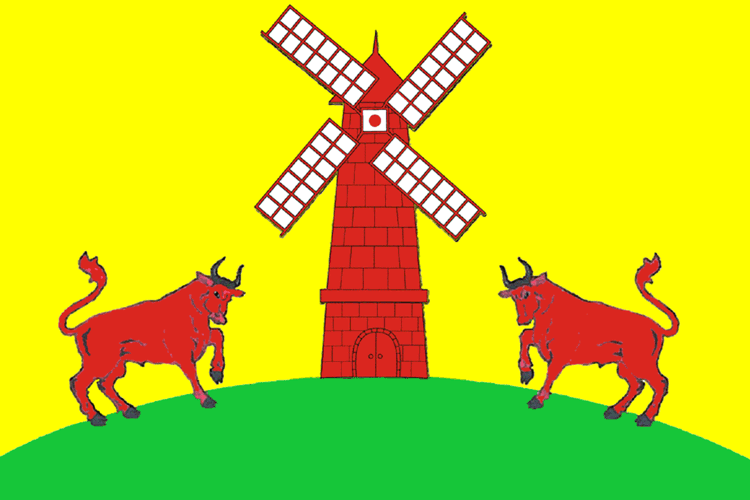
Флаг Упорненского сельского поселения